# Madame Arthur
 (septembre 2016).
Créé en 1946, Madame Arthur est le premier cabaret travesti de Paris et tire son nom d'une chanson homonyme écrite par Paul de Kock en 1850, interprétée par Yvette Guilbert,.
Il se situe au 75 bis de la rue des Martyrs, en plein cœur de Pigalle, dans le 18e arrondissement de Paris. 
En 2015, le bâtiment de Madame Arthur est associé à la salle de spectacle adjacente, le Divan du Monde, pour former un seul et même cabaret club. 

## Historique
Avant 1868 et le rattachement de la commune de Montmartre à Paris, la chaussée des Martyrs bénéficie de la non-taxe sur l’alcool et en particulier sur le vin. L’actuel 75 bis rue des Martyrs s’appelle alors la musette Saint-Flour, très populaire pour son alcool bon marché. Lors du rattachement à Paris, l’endroit devient le Café de la Chanson. L'endroit aurait aussi été un bal de charbonnier plus tôt au XIXe siècle. 
En 1946, Monsieur Marcel, de son vrai nom Marcel Wutsman, choisit la chanson Madame Arthur comme nom d’enseigne pour le cabaret travesti qu’il ouvre au-delà du mur mitoyen appelé déjà Divan du monde. 
Ce même Monsieur Marcel ouvre en 1961 un autre cabaret nommé Madame Arthur à Amsterdam avec deux artistes, Rita Del Ora et Capucine. C’est maintenant le Heineken Music-Hall. Madame Arthur's, Amsterdam. En 1973, un club appelé Madame Arthur ouvre à Copenhague, où des drag queens performent. L'établissement ferme en 1989.
Description de Madame Arthur par Bambi : 

« L’entrée est tout exiguë, et le vestiaire en contrebas. On se trouve dans une sorte de sas qui ouvre sur la salle. On voit à l’autre extrémité, la scène. Proche de l’entrée, le bar. Entre la scène et le bar, trois rangées verticales de tables accolées les unes aux autres. On prévoit quatre personnes par table. On y entasse parfois cinq, six, sept personnes, grâce à l’ajout de tabourets qui encombrent les allées et gênent le service. L’atmosphère n’en est que plus chaleureuse. Au-delà de la salle, les bureaux et une partie des loges. Et dans les étages supérieurs de l’immeuble se situent d’autres loges et les ateliers de couture. »

Plusieurs personnalités ont marqué l’histoire de Madame Arthur. Le cabaret voit passer sur ses planches des artistes transgenres de renom comme Coccinelle, Baddabou, Cricri, Chantaline Erika Keller, Estelle Roederer, Angélique Lagerfeld, Chablie ou encore la célèbre Bambi,.
Joseph Ginsbourg, surnommé le Père Jo, est le pianiste dès la réouverture, et n’aime pas forcément les spectacles qu’il accompagne, mais doit faire vivre sa famille, émigrés juifs russes vivant rue Chaptal. « Joseph Ginsbourg, qu’on surnommait le Père Jo’, était très gentil, mais quand il se déplaçait on aurait dit un croque mort ». En 1954, Lucien, dit Serge Gainsbourg, prend la suite de son père.
Serge écrira dans ses premières années Antoine le casseur pour « un travesti » danseur pour Mistinguett. Il aurait écrit une chanson intitulée Zita la panthère ainsi que d’autres, depuis perdues,.
Dès l’ouverture de Madame Arthur, l’animateur principal de la soirée est Floridor (en souvenir de l’acteur de Molière du XVIIe siècle). Il ne fera pas long feu puisqu'il ne reste que quelques mois. Lui succède Bigoudi, qui restera deux ou trois ans avant de mourir. Ces deux derniers personnages sont antérieurs à l’arrivée de Bambi, arrivant en 1950. Maslowa arrive juste après. Cette dernière était considérée comme étant la meilleure meneuse de revue de Madame Arthur par Bambi : 
« Maslowa se tenait dans la salle dès qu’arrivaient les premiers clients et les acclimataient à la soirée qu’ils allaient vivre. Il était presque toujours vêtu d’un pyjama de satin rose, ne portait pas de perruque, et avec ses cheveux naturellement blonds se faisait une coiffure qui avait quelque chose de féminin. Il était toujours maquillé, mais légèrement : peu de barbe. Les lèvres étaient dessinées en cœur, comme en 1925. Ce qui attirait le plus l’attention, et même fixait le regard, c’était ses yeux. D’immenses yeux verts qui savaient prendre toutes les expressions de la naïveté à la malice, de l’attendrissement à l’indignation, de l’admiration à la moquerie. Le plus souvent l’autodérision. Son esprit n’était pas du genre chansonnier de l’époque ni d’aujourd’hui. Son sujet principal était lui-même, un personnage de jeune femme étourdie, extravagante et bon enfant. J’avais cru que les plaisanteries de Loulou et de Maslowa étaient drôles en elles-mêmes. Et certes, elles l’étaient. Parfois. Or, si les plus gros calembours du type « – T’as vu Monte Carlo ? – Non, j’ai vu monter personne. » étaient infiniment drôles, et tous les jours, c’est que nos animateurs, qui reprenaient souvent les mêmes gags, les répétaient, en découvraient de nouveaux, vivaient intensément devant leur public. Une simple routine ? Non ! Ils recréaient chaque jour, à chaque instant, chaque expression, chaque mot. La vie même. Vingt ans de succès ininterrompu, sans vacances ».

## Aujourd'hui
C’est en 2015 que Madame Arthur prend sa forme actuelle. L’équipe de la salle de spectacle Divan du Monde reprend et rénove le cabaret Madame Arthur (alors fermé depuis de nombreuses années) pour former un seul et même établissement. Dès lors, l’ensemble forme un cabaret club connu sous la dénomination unique de « Madame Arthur »,,.
Chaque semaine, les artistes travesties proposent un spectacle de cabaret inédit. Après le spectacle, l’établissement se transforme en club. Le public peut alors profiter de trois salles de DJ set consacrées à la musique française et ponctuées par des happenings donnés par les artistes travesties.